# سد الضحيان
سد الضحيان (سد العامر أو سد وادي جدر)، هو سد يقع على وادي الضحيان في شرق محافظة بني حسن، الواقعة بمنطقة الباحة في المملكة العربية السعودية، افتتح في عام 1420هـ / 2000م. الغرض الرئيسي من السد هو السيطرة على الفيضانات.